# Lamberg (Chamer Becken)
Der Lamberg ist die höchste Erhebung (602 m) im Chamer Becken. Auf dem Gipfel befinden sich die Wallfahrtskirche Hl. Walburga sowie ein Ausflugslokal. Im Jahr 1867 bestieg Friedrich Nietzsche zusammen mit seinem Freund Erwin Rohde den Lamberg, seit 2006 ist deswegen der Friedrich-Nietzsche-Wanderweg danach benannt.

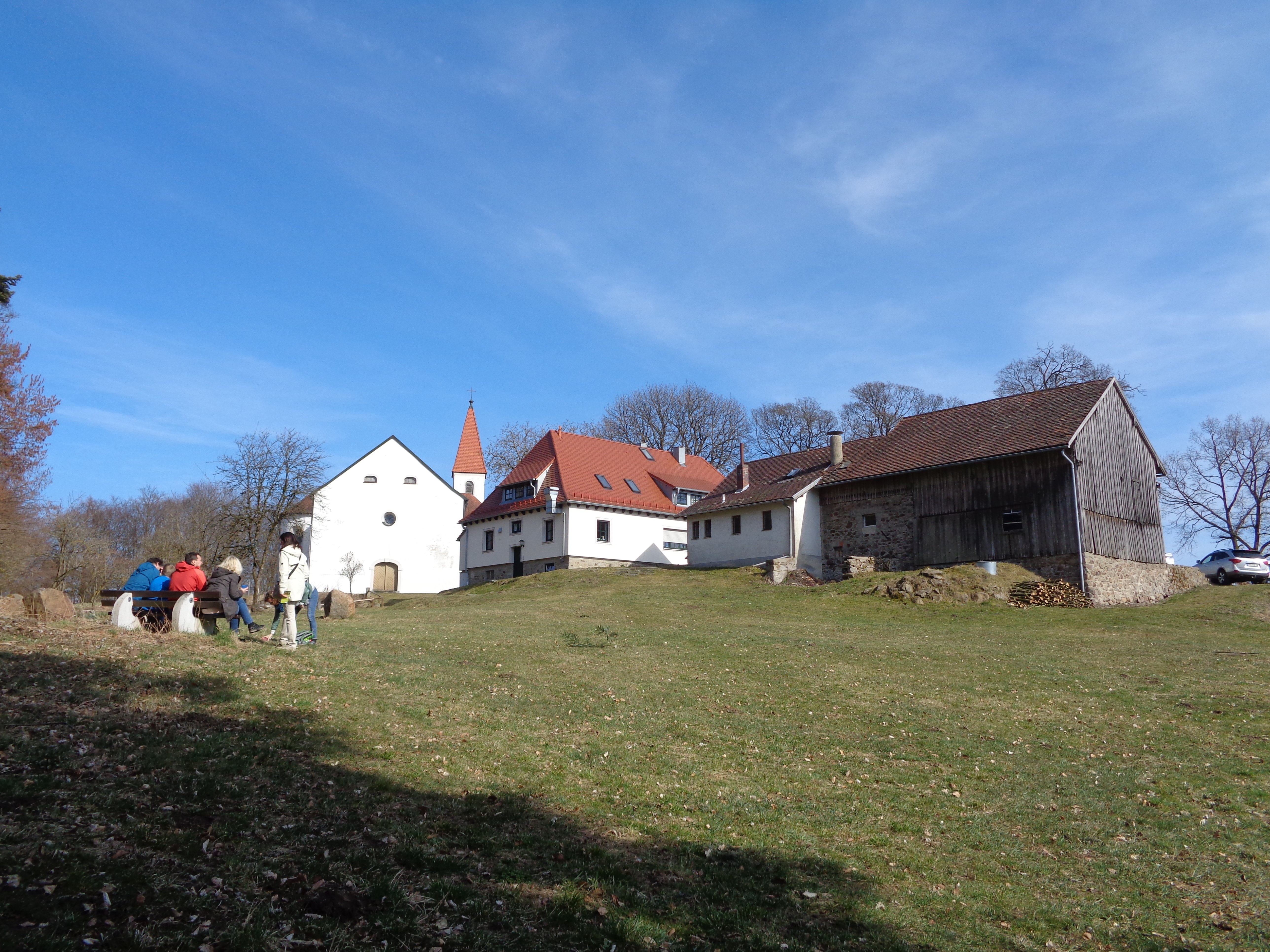
Lamberg bei Cham, Gipfel, Ansicht von Westen

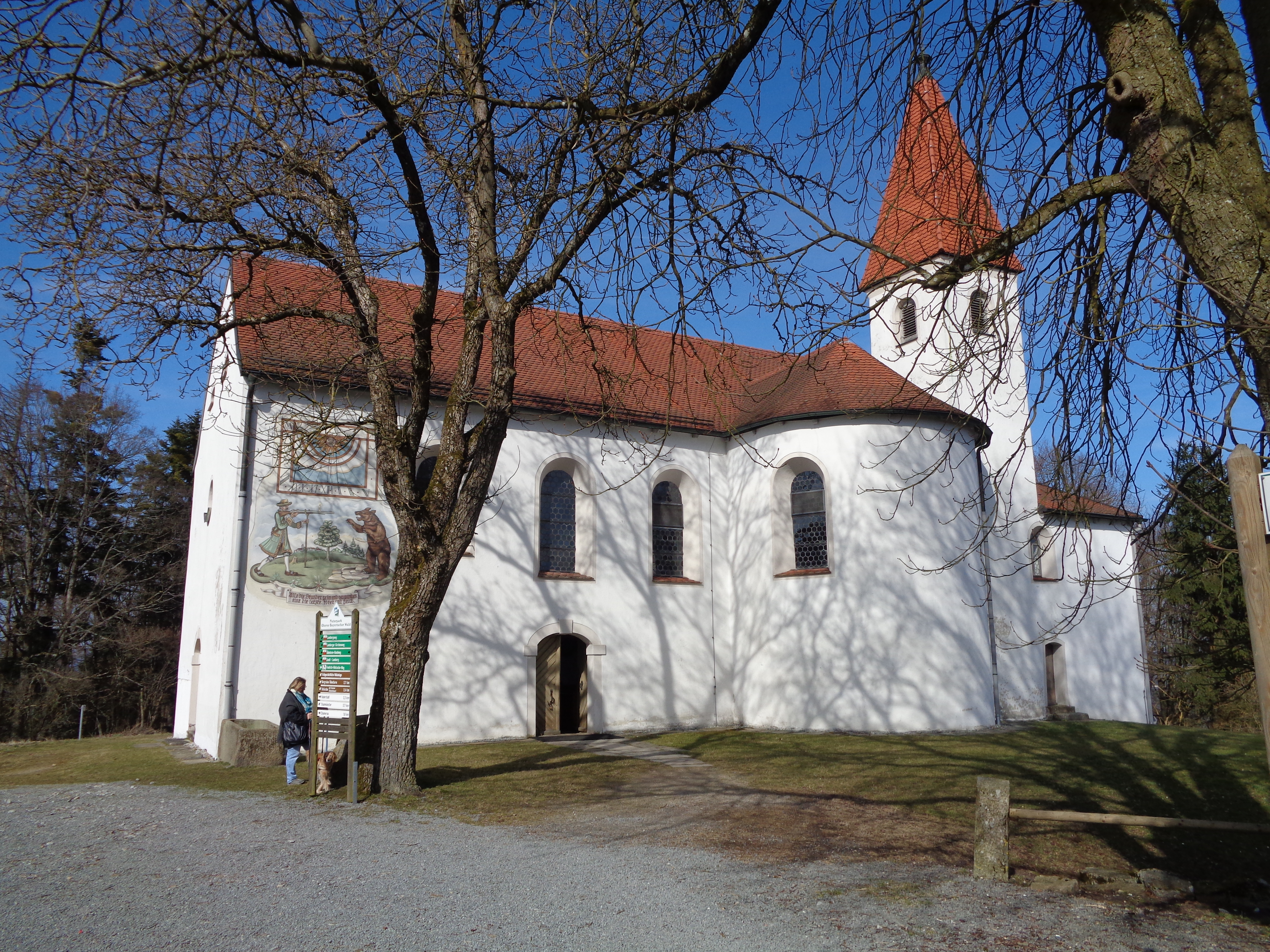
Lamberg, Wallfahrtskirche Hl. Walburga, Ansicht von Süden

## Lage und allgemeine Beschreibung
Nach dem Lamberg ist der gleichlautende Ortsteil von Cham benannt. Der Lamberg liegt zwischen Chammünster und Chamerau bzw. wird dort vom Regen umflossen. Da diese Orte eine Meereshöhe von ca. 375 Metern haben, sind somit ca. 225 Höhenmeter bis zum Gipfel zu überwinden. Zum Gipfel führt eine gut gepflegte Autostraße, die jedoch nur einspurig ist, so dass bei Gegenverkehr mit schwierigen Ausweichmanövern gerechnet werden muss. Vom Gipfel aus hat man schöne Aussichten über das Chamer Land und den Bayerischen Wald, im Osten können u. a. Großer Arber und Osser gut gesehen werden.

## Wallanlagen

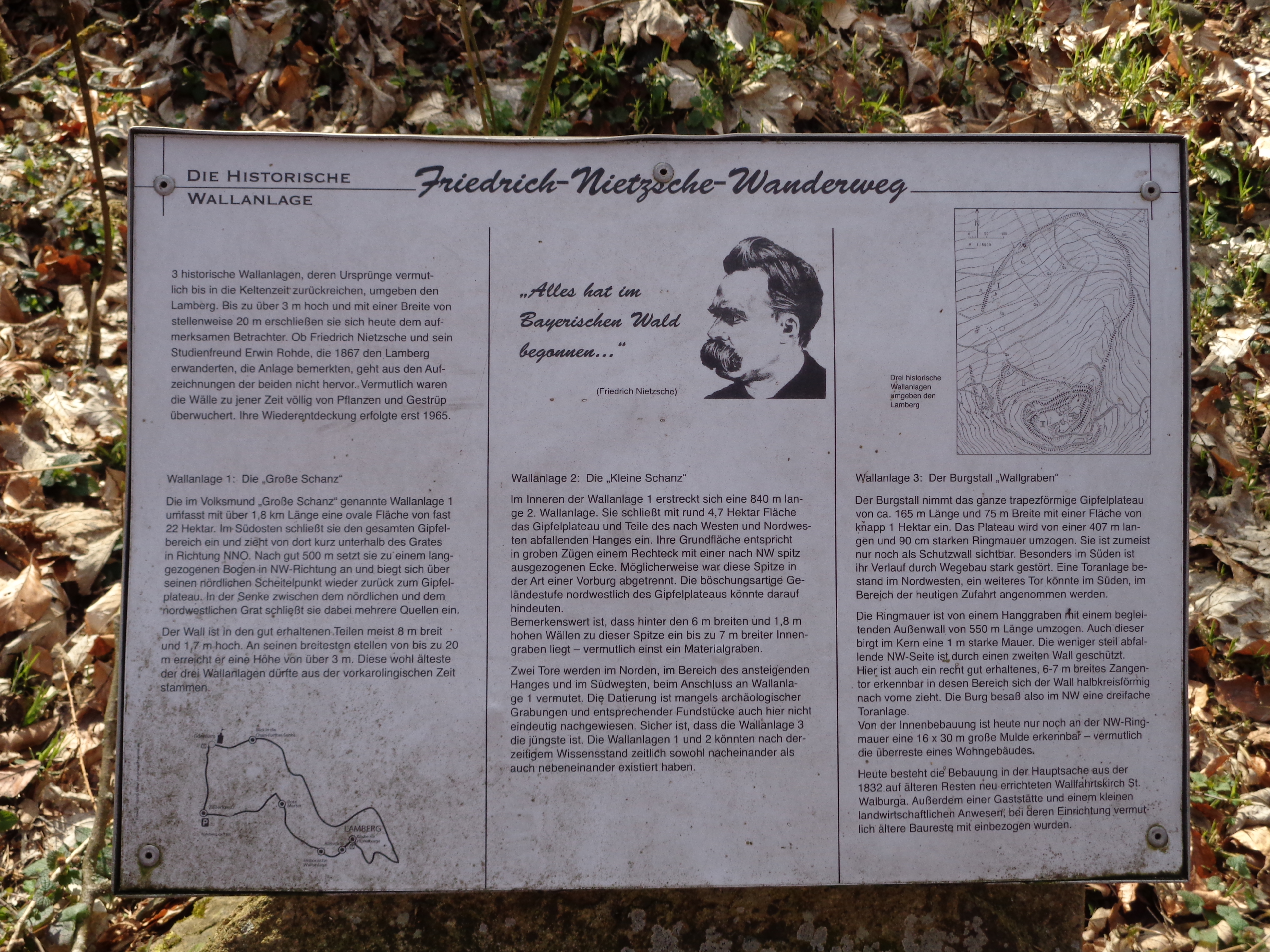
Lamberg, Schautafel, Friedrich-Nietzsche-Wanderweg mit Beschreibung der Wallanlagen

Es werden drei Wallanlagen unterschieden, wobei deren Datierung als schwierig gilt:
- Wallanlage I: „Große Schanz“: „Die wohl älteste der drei Gipfelbefestigungen kann als vorkarolingisch bezeichnet werden.“ (zitiert aus „Spuren aus vergangener Zeit in Cham“)
- Wallanlage II: „Kleine Schanz“: „Da auch hier bislang archäologische Grabungen ausstehen und jegliches Fundmaterial fehlt, kann der bisherige frühmittelalterliche Datierungsansatz nur als Vorschlag aufgefasst werden und ebenso eine vorgeschichtliche Zeitstellung in Frage kommen.“ (ebd.)
- Wallanlage III: Burgstall „Wallgraben“: auf dem Gipfelplateau, siehe: Turmhügel Lamberg

## Wallfahrtskirche Hl. Walburga

Lamberg, Schautafel, Friedrich-Nietzsche-Wanderweg mit Beschreibung der Wallfahrtskirche

Im Mittelalter entwickelte sich Lamberg zu einem der bekanntesten Wallfahrtsorte Bayerns. 1556 wurde die Wallfahrtskirche Hl. Walburga im Zuge der Reformation geplündert und zerstört, 1627/28 durch Kurfürst Maximilian wiederaufgebaut. Abermals zerstört wurde die Kirche 1806 infolge der Säkularisation. Die heutige Wallfahrtskirche wurde 1832 gebaut und 1833 eingeweiht. Heute kümmert sich ein Wallfahrtunterstützungsverein um den Erhalt der Kirche und den Fortbestand der Gastronomie.

## Friedrich-Nietzsche-Wanderweg
Anfang August 1867 reiste Nietzsche mit Erwin Rohde für drei Wochen von seinem Studienort Leipzig aus über Eger durch die Oberpfalz und den Bayerischen Wald. Am 10. August erreichten die beiden mit der Eisenbahn Cham und bestiegen von Chammünster aus den Lamberg.
Die Aufzeichnungen von der Besteigung des Lambergs stammen aber nicht von Nietzsche, sondern von Rohde, z. B. über die Gipfelaussicht: „Von einem kleinen Plateau des Lamberges hat man eine treffliche Aussicht auf die nördlich und östlich gelegenen Berge des eigentlichen bayerischen Waldes: von ferne grüßen schon die Zacken des Arber, vorne liegt der langgestreckte Kamm des Hohenbogen, davor kleinere Berge und das alles hob sich in den schönen violetten und blaugrauen Tinten der allmählich zum Untergang sinkenden Sonne von einander und von dem wolkenlosen Himmel malerisch ab. Auf der Südseite überblickt man die absteigenden Vorberge und die nach der Donau abfallende Ebene.“ (Spuren aus vergangener Zeit in Cham, S. 23)
Das Motto auf den Tafeln des Friedrich-Nietzsches-Wanderwegs zitiert Nietzsche: „Alles hat im Bayerischen Wald begonnen...“. Es handelt sich hierbei um ein fragmentarisches Gedicht (eKGWB/NF-1877,22[80]) und lautet genauer:
Im bairischen Walde fieng es an

Basel hat was dazu gethan

In Sorrent erst spann sich’s gross und breit

Und Rosenlaui gab ihm Luft und Freiheit

Die Berge kreissten, am Anfang Mitt’ und End’!

Schrecklich für den, der das Sprichwort kennt!

Dreizehn Monat bis die Mutter des Kinds genesen —

Ist denn ein Elephant gewesen?

Oder gar eine lächerliche Maus? —

So sorgt sich der Vater. Lacht ihn nur aus!
Am 4. August 1876 verließ Nietzsche verbittert Bayreuth („Bayreuthflucht“) und machte erneut einen (kurzen) Urlaub im Bayerischen Wald (Klingenbrunn).